# Jan Ladislav Sýkora
Jan Ladislav Sýkora (16. dubna 1852 Železnice – 26. srpna 1928 Jičín, pohřben v rodné Železnici u Jičína) byl český římskokatolický teolog, kněz, novozákonní biblista, překladatel Nového zákona, vysokoškolský pedagog a rektor Univerzity Karlovy.

## Život
Po maturitě na gymnáziu v Jičíně vystudoval teologii v Praze, po vysvěcení na kněze (1877) působil jako kaplan a katecheta ve Velvarech a v Praze a roku 1884 získal doktorát teologie. V letech 1887–1891 byl katechetou na českém učitelském ústavu a docentem katechetiky na teologické fakultě UK. Po jejím rozdělení roku 1891 byl jmenován profesorem biblistiky a exegeze na české teologické fakultě UK, kde byl v letech 1895, 1901 a 1904 děkanem a v letech 1901–1902 rektorem UK.
Z titulu funkce rektora se na přelomu století zapojil i do vysoké politiky. V letech 1901–1902 zasedal coby virilista na Českém zemském sněmu.
Roku 1899 se stal kanovníkem kapituly u Všech Svatých na hradě Pražském a pro zásluhy jmenován konsistorním radou. Roku 1908 mu císař František Josef I. udělil Řád železné koruny III. třídy (ten do r. 1884 zakládal nárok na udělení rytířského šlechtického titulu).

## Dílo
Vedle několika katechetických knížek je jinak Sýkorovo dílo soustředěno kolem Bible, přesněji řečeno Nového zákona, a vyvrcholilo jeho novým českým překladem. Sýkora překládal z latinské Vulgáty, jak bylo tehdy v katolické církvi zvykem, svůj překlad však stále konfrontoval s původním řeckým textem. Protože měl také velmi dobrý jazykový cit, vznikl tak překlad, který se v katolické církvi s drobnými úpravami používal až téměř do konce 20. století. Své přednášky z biblické hermeneutiky a úvodu do Nového zákona vydal nejprve latinsky, Úvod později také česky. Sýkora dále přispíval do Slovníku paedagogického, Ottova slovníku naučného a do Časopisu katolického duchovenstva.

### Spisy
- Katechese o svátostech (Praha, 1893)
- Umučení Pána našeho Ježíše Krista podle čtyř sv. evangelií (1892)
- Zlatá bible klassikův, dějiny zjevení Božího ve St. i Nov. zákoně I./II. (Vídeň 1898 a 1900, též polsky a italsky)
- Pravost, neporušenost, věrohodnost a příslušná vážnost knih novozákonních vůbec, evangelií pak zvlášť. (Praha 1902)
- Úvod do Písma sv. Nového zákona I./II. (Praha, 1904 a 1907)

### Překlady
- Katechese sv. Cyrilla Jerusalemského (překlad z řečtiny a výklad, Praha 1892)
- Nový zákon (1909 a 1914), znovu vyšel 1922–1923 v Podlahově České bibli, samostatně 1926, 1933, 1946, 1970.